# کسل هیل (کالیفرنیا)
کسل هیل (به انگلیسی: Castle Hill) یک منطقهٔ مسکونی در ایالات متحده آمریکا است که در شهرستان کنترا کوستا، کالیفرنیا واقع شده‌است. کسل هیل ۱٫۸۸۵ کیلومتر مربع مساحت و ۱٬۲۹۹ نفر جمعیت دارد و ۹۲٫۰۵ متر بالاتر از سطح دریا واقع شده‌است.